# Xylotrechus anguliferus
Xylotrechus anguliferus là một loài bọ cánh cứng trong họ Cerambycidae.